# 馬群駅
馬群駅（ばぐんえき）は、南京市棲霞区中山門大街にある、南京地下鉄 2号線とS6号線の駅である。南京麒麟有軌電車が乗り入れ、三路線の接続駅となっている。

## 歴史
- 2010年5月28日2号線の駅として開業。
- 2017年10月31日南京麒麟有軌電車の駅として開業[1]。
- 2021年12月28日12時S6号線の駅として開業。

## 駅構造

### のりば
| 番線 | 路線             | 方面                                    | 行先        |
| ---- | ---------------- | --------------------------------------- | ----------- |
|      | 南京地下鉄2号線  | 新街口・莫愁湖・雨潤大街 方面           | 魚嘴 行き   |
|      | 南京地下鉄2号線  | 仙鶴門・仙林中心・羊山公園・経天路 方面 | 仙林湖 行き |
|      | 南京地下鉄S6号線 | 麒麟門・湯山・童世界 方面               | 句容 行き   |

## 駅周辺
- 鍾山職業技術学院

## 隣の駅
南京地下鉄
■2号線
鍾霊街駅 - 馬群駅 - 金馬路駅
■S6号線
顧家営駅 - 馬群駅 - 百水橋駅
■ 麒麟有軌
馬群駅 - 百水橋路駅